# 帕克斯 (亞利桑那州)
帕克斯（英語：Parks）是位於美國亞利桑那州可可尼諾縣的一個人口普查指定地區。根據2010年美國人口普查，該地人口為1188人，而該地的面積約為440.56平方千米。

## 地理
帕克斯的座標為35°17′29″N 111°57′32″W / 35.29139°N 111.95889°W，而該地最高點為海拔高度2158米（即7079英尺）。